# Bernic Lake
Bernic Lake är en sjö i Kanada.   Den ligger i provinsen Manitoba, i den sydöstra delen av landet, 1 600 km väster om huvudstaden Ottawa. Bernic Lake ligger 311 meter över havet. Arean är 4,6 kvadratkilometer. Den sträcker sig 2,1 kilometer i nord-sydlig riktning, och 6,5 kilometer i öst-västlig riktning.
I omgivningarna runt Bernic Lake växer i huvudsak blandskog. Trakten runt Bernic Lake är nära nog obefolkad, med mindre än två invånare per kvadratkilometer.